# Hannes Hyvönen
Hannes Ossian Hyvönen (* 29. August 1975 in Oulu) ist ein ehemaliger finnischer Eishockeyspieler sowie derzeitiger -trainer und -funktionär, der den Großteil seiner aktiven Karriere zwischen 1993 und 2012 bei verschiedenen Mannschaften in der finnischen SM-liiga, schwedischen Elitserien und Kontinentalen Hockey-Liga  (KHL) verbracht hat. Außerdem absolvierte der rechte Flügelstürmer weitere 42 Spiele für die San Jose Sharks und Columbus Blue Jackets in der National Hockey League (NHL). Seit 2019 ist Hyvönen als Trainer tätig.

## Karriere
Hyvönen durchlief zunächst die Juniorenmannschaften von Kärpät Oulu und TPS Turku, bevor er in der Saison 1994/95 seine ersten Spiele für Turku in der ersten finnischen Liga absolvierte. Der Finne blieb bis zum Ende der Saison 1997/98 bei TPS und gewann – neben einem Finnischen Meistertitel in der Spielzeit 1994/95 – im Jahr 1997 sowohl die European Hockey League als auch den IIHF Super Cup mit der Mannschaft. Im Anschluss wechselte der Stürmer zu den Espoo Blues, von wo er in der Saison 1999/00 zu HIFK Helsinki ging.
Im Sommer 2001 zog es den Flügelstürmer nach Nordamerika. Dort hatte er einen Vertrag bei den San Jose Sharks, einem Franchise der National Hockey League, unterschrieben, die ihn bereits im NHL Entry Draft 1999 in der neunten Runde an 257. Stelle ausgewählt hatten. Die Sharks setzten Hyvönen vorerst in ihrem Farmteam in der American Hockey League, den Cleveland Barons, ein. Im Verlauf der Saison 2001/02 bestritt er aber auch sechs NHL-Spiele. Nach der Saison transferierte ihn San Jose im Rahmen des NHL Entry Draft 2002 im Austausch für ein Siebtrunden-Wahlrecht im NHL Entry Draft 2003 zu den Florida Panthers, die ihn jedoch auf die Waiver-Liste setzten. Von dort nahmen die Columbus Blue Jackets den Finnen unter Vertrag. Hyvönen bestritt den Beginn der Saison 2002/03 im NHL-Kader und lief in 36 Spielen auf.
Im Januar 2003 kehrte Hyvönen nach Europa zurück und spielte bis zum November 2004 bei Färjestad BK in der schwedischen Elitserien, wurde dann aber zu Ilves Tampere in seine finnische Heimat abgegeben. Im Sommer 2005 folgte der Wechsel zu Fribourg-Gottéron in die Schweizer Nationalliga A. Nach nur 16 Spielen kehrte er wieder nach Finnland – diesmal zu Jokerit Helsinki zurück. Zur Saison 2006/07 wechselte er für ein Jahr zu seinem Stammverein Kärpät Oulu, den er im Sommer 2008 erneut verließ, als er einen Vertrag beim schwedischen Erstligisten Södertälje SK unterzeichnete. Dort verweilte der Finne allerdings nicht lange, da sein Vertrag bereits Ende November seitens der Schweden aufgelöst wurde. Hyvönen schloss sich daraufhin dem belarussischen Hauptstadtklub HK Dinamo Minsk aus der Kontinentalen Hockey-Liga an. Im Januar 2010 gab Dinamo Minsk Hyvönen an den Ak Bars Kasan ab und erhielt im Gegenzug eine Kompensationszahlung. Mit Kasan erreichte Hyvönen das Playoff-Finale, besiegte in diesem den HK MWD Balaschicha nach Spielen mit 4:3 und gewann damit den Gagarin-Pokal sowie die Russische Meisterschaft. Trotz dieses Erfolgs erhielt er keine Vertragsverlängerung.
Zu Beginn der Saison 2010/11 erhielt er einen Kurzzeit-Vertrag über vier Spiele bei den Rapperswil-Jona Lakers aus der NLA, bevor er im November 2010 vom KHL-Teilnehmer HK Traktor Tscheljabinsk verpflichtet wurde. Im Januar 2011 wurde sein Vertrag aufgelöst und Hyvönen kehrte zum HIFK zurück. Nach zehn Spielen für den HIFK wurde sein Vertrag im März wieder aufgelöst. Danach war er vereinslos, ehe er Ende September 2011 erneut vom Färjestad BK verpflichtet wurde. Seine letzte Karrierestation war der schwedische Klub Karlskrona HK aus der Allsvenskan, ehe er im Dezember 2012 seinen Rücktritt bekannt gab. In der Folge lief Hyvönen dennoch sporadisch für den norwegischen Erstdivisionär Kongsvinger Knights und den schwedischen Viertligisten Kils AIK.
Seit Sommer 2019 ist Hyvönen als Trainer tätig und war zunächst für ein Jahr als Assistenztrainer bei Laser HT in der Suomi-sarja angestellt. Anschließend war er in gleicher Funktion in der U16-Mannschaft seines Heimatvereins Kärpät Oulu beschäftigt. Zwischen 2021 und 2023 arbeitete Hyvönen als Cheftrainer und Manager in Personalunion von Peliitat Heinola in der zweitklassigen Mestis. Nach seiner Entlassung im März 2023 wurde er in den Trainerstab des Erstligisten Ässät Pori aufgenommen.

### International
Für Finnland nahm Hyvönen an den Weltmeisterschaften der Jahre 2008 und 2009 teil. Bei der Weltmeisterschaft 2008 gewann er mit seiner Mannschaft die Bronzemedaille. In insgesamt 13 WM-Spielen sammelte der Stürmer dabei 13 Scorerpunkte.

## Erfolge und Auszeichnungen
| - 1995 Finnischer Meister mit TPS Turku - 1996 Finnischer Vizemeister mit TPS Turku - 1997 European-Hockey-League-Gewinn mit TPS Turku - 1997 Finnischer Vizemeister mit TPS Turku - 1997 IIHF-Super-Cup-Gewinn mit TPS Turku - 2003 Schwedischer Vizemeister mit Färjestad BK - 2004 Schwedischer Vizemeister mit Färjestad BK | - 2004 SM-liiga-Spieler des Monats Dezember - 2005 SM-liiga All-Star-Team - 2007 Finnischer Meister mit Kärpät Oulu - 2008 Finnischer Meister mit Kärpät Oulu - 2008 Topscorer der SM-liiga-Playoffs - 2009 Spengler-Cup-Gewinn mit dem HK Dinamo Minsk - 2010 Gagarin-Pokal-Gewinn und Russischer Meister mit Ak Bars Kasan |

### International
- 2008 Bronzemedaille bei der Weltmeisterschaft

## Karrierestatistik

### International
Vertrat Finnland bei:
- Weltmeisterschaft 2008
- Weltmeisterschaft 2009

(Legende zur Spielerstatistik: Sp oder GP = absolvierte Spiele; T oder G = erzielte Tore; V oder A = erzielte Assists; Pkt oder Pts = erzielte Scorerpunkte; SM oder PIM = erhaltene Strafminuten; +/− = Plus/Minus-Bilanz; PP = erzielte Überzahltore; SH = erzielte Unterzahltore; GW = erzielte Siegtore; 1 Play-downs/Relegation; Kursiv: Statistik nicht vollständig)